# カンケーハ駅

カンケーハ駅（カンケーハえき、タイ語：สถานีการเคหะ）は、タイのバンコク都ドーンムアン区にある、タイ国有鉄道■ダークレッドラインの駅。駅番号はRN07。当項では近隣に既設の北本線カンケーハ19 km停車場(การเคหะ กม.19)についても併記する。

## 概要
2021年のダークレッドライン開業と同時に供用開始した新駅である。レッドライン計画の原型であるホープウェル計画の段階で高架駅設置は計画されていなかった。
在来線である北本線カンケーハ19 km停車場(การเคหะ กม.19)に隣接しており、在来線を跨いで設置された連絡通路を介して双方に行き来できる。
当初、全ての長距離列車がダークレッドライン開業時に高架線経由に移行する計画であったが諸事情によりしばらくは地上線を走行しており、カンケーハ19 km停車場に停車していた。
2023年1月19日、北本線の列車が高架線経由に移行し、カンケーハ19 km停車場は使用停止となった。

## 歴史
タイ最初の官営鉄道であるクルンテープ駅-アユタヤ駅間が1897年3月26日に開業したが、当初は中間駅が存在しなかった。カンケーハ19 km停車場が開設された時期は不明である。
2021年8月2日、ダークレッドライン第1期区間のバーンスー - ランシット間で無料運行が開始され、新駅を供用開始した。同線は同年11月29日に正式開業した。

## 駅構造

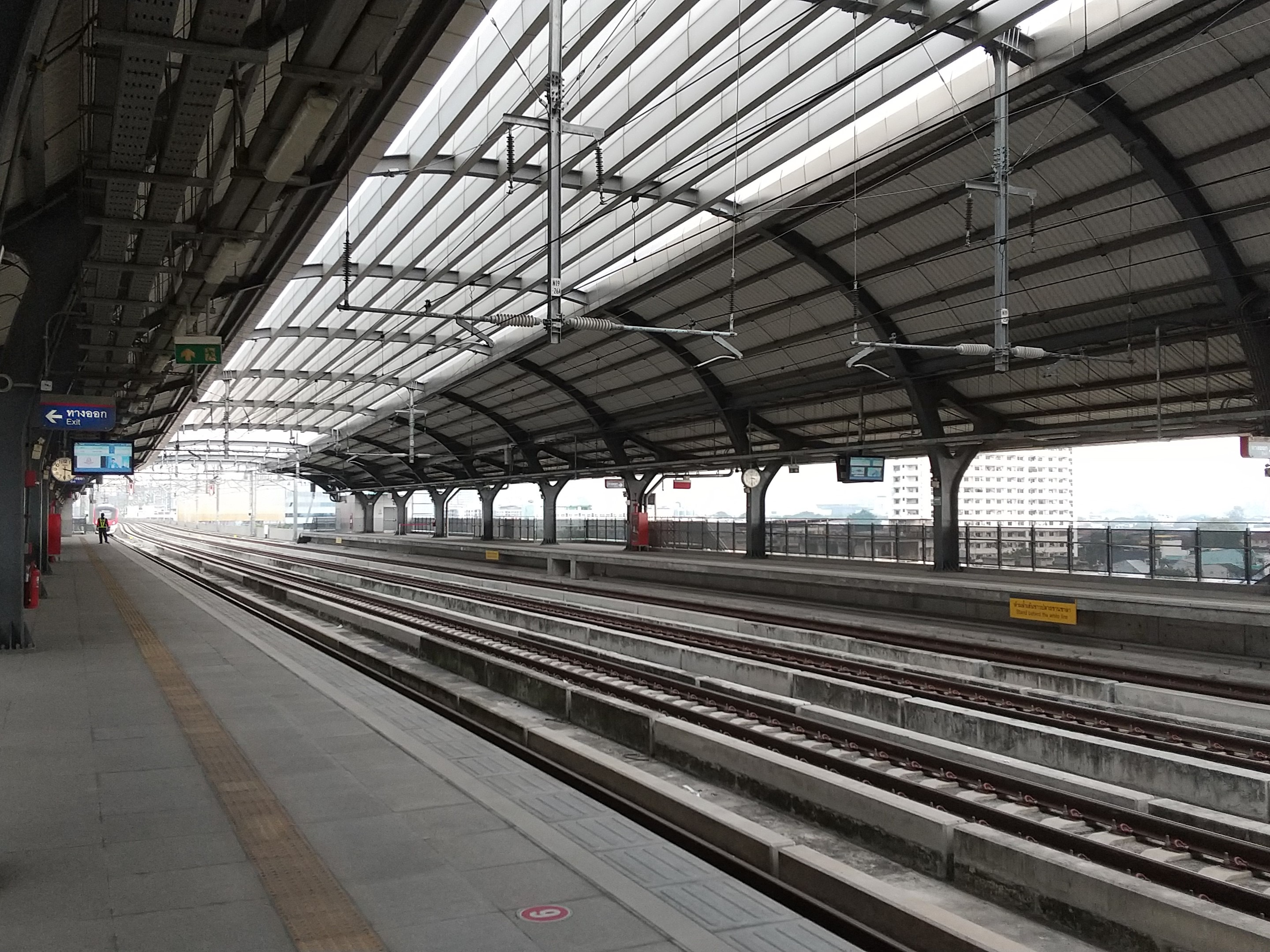
高架ホーム

相対式ホーム2面2線を有する高架駅である。北本線及び東北本線の線路がホーム間にあるが全列車が当駅を通過するためホームは設けられていない。

### のりば
| 番線      | 路線                           | 行先                             |
| --------- | ------------------------------ | -------------------------------- |
| 1         | ダークレッドライン             | ランシット方面                   |
| 通過線2線 | 北本線、東北本線の中長距離列車 | 北本線、東北本線の中長距離列車   |
| 2         | ダークレッドライン             | クルンテープ・アピワット中央方面 |

## 配線
前述の通り、高架部は本線が中央寄りの方向別複々線となっている。なお、当駅構内には渡り線がない上に、当駅より北側では緩行線・急行線間を転線できない。
将来はエアポート・レール・リンク延伸区間の高架複々線が当駅東側に建設される見込みであるが、駅設備の設置予定はない。

## 駅周辺
高架線の東側地上部を地上線が、そのすぐ東にウィパワディー・ランシット通りとドンムアン高速道路が平行している。さらに東側にはドンムアン空港の滑走路南端があり、空港設備が北に向かって伸びる。当駅はターミナルビルから遠いため、一般の旅行者は隣のドンムアン駅を利用することになる。カンケーハ19 km停車場に隣接してウィパワディー・ランシット通りを走行する路線バスの停留所が設置されている。

## カンケーハ19 km停車場
簡素な相対式ホーム2面2線を有する地上駅である。

### のりば
ごく簡素な駅舎が東側ホーム（クルンテープ方面）に存在するが、同ホームを1番線としているかは不明。
| 番線 | 路線             | 行先                         | 階層 |
| ---- | ---------------- | ---------------------------- | ---- |
| 不明 | 北本線、東北本線 | ランシット方面               | 地上 |
| 不明 | 北本線、東北本線 | クルンテープ、バーンスー方面 | 地上 |

## 隣の駅
タイ国有鉄道
 ダークレッドライン
（新）ラックシー駅 (RN06) - カンケーハ駅 (RN07) - （新）ドンムアン駅 (RN08)
北本線
（旧）ラックシー駅 - （旧）カンケーハ19 km停車場 - （旧）ドンムアン駅